# José María Alfaro Cooper
José María Alfaro Cooper (San José, 1861 - 1939) fue un escritor costarricense, miembro fundador de la Academia Costarricense de la Lengua, de la cual ocupó el Sillón C, y cultor de un estilo poético muy influenciado por lo místico, lo clásico y lo religioso.

## Estudios
Recibió su formación en Colegio San Luis Gonzaga ddel Cartago y en la Universidad de Santo Tomás, además de estudiar comercio en París.

## Labor profesional
Se desempeñó como traductor oficial en el Ministerio de Relaciones Exteriores, fue director de la Oficina de Depósito y Canje, y trabajó en la Imprenta Nacional.

## Labor literaria
Publicó sus primeras obras en la antología de Máximo Fernández Lira costarricense, publicada entre 1890 y 1891. Después de un silencio literario que duró veinte años, su poesía volvió a difundirse en letras de molde en la revista Ariel. 

### Obra
- Poesía (1913).
- Viejos moldes (1915).
- La epopeya de la cruz (1921-1924).
- Al margen de la tragedia (1923 ).
- Cantos de amor y poemas del hogar (1926).
- Ritmos y plegarias (1926).
- Orto y ocaso (1936).

XOXO gossip girl